# Кения на летних Олимпийских играх 2000
Кения принимала участие в Летних Олимпийских играх 2000 года в Сиднее (Австралия) в десятый раз за свою историю, и завоевала две золотых, три серебряных и две бронзовых медали. Сборную страны представляли 22 женщины.

## Золото
- Лёгкая атлетика, мужчины, 1500 метров — Ной Нгени.
- Лёгкая атлетика, мужчины, 3000 метров, бег с препятствиями — Рубен Косгеи.

## Серебро
- Лёгкая атлетика, мужчины, 3000 метров, бег с препятствиями — Уилсон Бойт Кипкетер.
- Лёгкая атлетика, мужчины, марафон — Эрик Вайнайна.
- Лёгкая атлетика, мужчины, 10 000 метров — Пол Тергат.

## Бронза
- Лёгкая атлетика, мужчины, 1500 метров — Бернард Лагат.
- Лёгкая атлетика, женщины, марафон — Джойс Чепчумба.